# Kabupaten Cirebon
Kabupaten Cirebon är ett kabupaten i Indonesien.   Det ligger i provinsen Jawa Barat, i den västra delen av landet, 200 km öster om huvudstaden Jakarta. Antalet invånare är 2 175 108.
Distriktet Kabupaten Cirebon omger staden Cirebon som dock inte ingår i distriktet.